# Georg Heinrich Moser

Georg Heinrich von Moser

Georg Heinrich Moser, ab 1850 von Moser (* 14. Januar 1780 in Ulm; † 27. Dezember 1858 ebenda), war ein deutscher Klassischer Philologe und Gymnasialrektor.

## Leben
Moser, Sohn des Schneiders Johannes Moser, absolvierte das Akademische Gymnasium Ulm. 1806 wurde er an der Universität Heidelberg immatrikuliert. Er studierte dort insbesondere bei Friedrich Creuzer. Für seine Antwort Nonni Dionysiacorum libri VI auf eine Preisfrage an der Philosophischen Fakultät der Heidelberger Universität wurde ihm der Preis zugesprochen. Außerdem wurde er für diese Leistung, obwohl er bereits mit Creuzer an die Universität Leiden gewechselt war, um bei Daniel Wyttenbach sein Studium zu vertiefen, in Heidelberg 1809 zum Doktor der Philosophie promoviert. In Leiden unterrichtete Moser noch bis 1810 privat Philologie und Theologie.
Moser kehrte 1810 in seine Heimatstadt zurück, wurde dort Professor und Lehrer des Hebräischen am Akademischen Gymnasium. In Ulm verband ihn eine Freundschaft mit dem Prälaten Johann Christoph von Schmid. 1826 wurde ihm als Rektor die Leitung des Gymnasiums und der dortigen Realschule übertragen. Außerdem wurde er 1830 als Pädagogiarch Leiter des Schulwesens im Donaukreis. 1852 trat er in den Ruhestand. Er verblieb somit seine ganze Dienstzeit in Ulm, wobei er zweimal Rufe als Prorektor an das Gymnasium in Frankfurt am Main ablehnte.
Moser wurde 1850 mit dem Ritterkreuz des Ordens der Württembergischen Krone ausgezeichnet und in diesem Zuge in den persönlichen Adelstand erhoben. Moser machte sich außerdem als Fachschriftsteller und Herausgeber der Werke Marcus Tullius Ciceros verdient. Seine Bibliothek umfasste 15.000 Bände.

## Werke (Auswahl)
- Additamenta ad suam sex Nonni librorum editionem, Wagner, Ulm 1814.
- Parodiarum graecarum exempla ex Aristophane, Plutarcho et Luciano excerpta , Wagner, Ulm 1819.
- (Hrsg.): M. Tullii Ciceronis de natura deorum, Hahn, Leipzig 1821.
- Symbolarum criticarum ad Ciceronem, 8 Bände, Wagner, Ulm 1825–1851.
- Epistola critica Petro St. Schull, de recensione Q. Horatii Flacci carminum Peerlkampiana, Houtrivre, Dordrecht 1835.